# Diabocilla clarki
Diabocilla clarki is een zeester uit de familie Odontasteridae.
De wetenschappelijke naam van de soort werd in 2006 gepubliceerd door Donald George McKnight.